# Lista de capitães da Seleção Portuguesa de Futebol
Esta é uma lista de capitães da Seleção Portuguesa de Futebol. Capitães destacados em negrito, enquanto o amarelo denota futebolistas que apareceram em mais de 100 partidas.
O primeiro capitão de Portugal foi Cândido de Oliveira, que liderou Portugal no jogo internacional contra a Espanha em 18 de dezembro de 1921. Esta foi sua única aparição internacional. Vítor Cândido Gonçalves comandou Portugal no seu primeiro jogo internacional em casa, em 17 de dezembro de 1922 também contra a Seleção Espanhola. O primeiro capitão internacional a vencer um jogo foi Jorge Vieira contra a Seleção Italiana de Futebol, em 18 de junho de 1925.
Desde então, Cristiano Ronaldo estabeleceu o recorde de maior número de partidas como capitão do seu país, com 91. Humberto Coelho, João Domingos Pinto, Vítor Baía, e Fernando Couto já lideraram Portugal pelo menos 40 vezes. [carece de fontes?] Este artigo inclui partidas em que a Federação Portuguesa de Futebol concedeu um total de selos, apesar de a FIFA não listar essas partidas como internacionais completas.[carece de fontes?]

## Lista de capitães
- Atualizado até 30 de junho 2018

| #  | Jogador                 | Carreira  | Bonés como capitão | Tampas totais | Primeira capitania   | Última capitania     | Referências |
| -- | ----------------------- | --------- | ------------------ | ------------- | -------------------- | -------------------- | ----------- |
| 1  | Cândido de Oliveira     | 1921      | 1                  | 1             | 18 de dezembro 1921  | 18 de dezembro 1921  | [ 3 ]       |
| 2  | Vítor Gonçalves         | 1921–1922 | 1                  | 2             | 17 de dezemmbro 1922 | 17 de dezembro 1922  | [ 4 ]       |
| 3  | Alberto Rio             | 1922–1923 | 1                  | 2             | 16 de dezembro 1923  | 16 de dezembro 1923  | [ 5 ]       |
| 4  | Jorge Vieira            | 1921–1928 | 13 (15)            | 15 (17)       | 17 de maio 1925      | 4 de junho 1928      | [ 6 ]       |
| 5  | Augusto Silva           | 1925–1934 | 8                  | 20 (21)       | 17 de março 1929     | 18 de março 1934     | [ 7 ]       |
| 6  | Francisco Serra e Moura | 1928–1930 | 1                  | 3             | 12 de janeiro 1930   | 12 de janeiro 1930   | [ 8 ]       |
| 7  | Tamanqueiro             | 1925–1930 | 1                  | 15 (17)       | 23 de fevereiro 1930 | 23 de fevereiro 1930 | [ 9 ]       |
| 8  | António Roquete         | 1926–1933 | 1                  | 15 (16)       | 8 de junho 1930      | 8 de junho 1930      | [ 10 ]      |
| 9  | João Santos             | 1926–1931 | 1                  | 9 (11)        | 30 de novembro 1930  | 30 de novembro 1930  | [ 11 ]      |
| 10 | Valdemar Mota           | 1928–1936 | 2                  | 21            | 12 de abril 1931     | 31 de maio 1931      | [ 12 ]      |
| 11 | Gustavo Teixeira        | 1930–1938 | 7 (9)              | 8 (10)        | 5 de maio 1935       | 6 de novembro 1938   | [ 13 ]      |
| 12 | Adolfo Mourão           | 1934–1942 | 2                  | 13 (15)       | 12 February 1939     | 12 de janeiro 1941   | [ 14 ]      |
| 13 | Gaspar Pinto            | 1934–1942 | 1                  | 6 (7)         | 28 de janeiro 1940   | 28 de janeiro 1940   | [ 15 ]      |
| 14 | Pinga                   | 1930–1942 | 2                  | 19 (21)       | 16 de março 1941     | 1 de janeiro 1942    | [ 16 ]      |
| 15 | Álvaro Cardoso          | 1941–1947 | 10                 | 13            | 11 de março 1945     | 25 de maio 1947      | [ 17 ]      |
| 16 | Fernando Peyroteo       | 1938–1949 | 1                  | 20            | 23 de novembro 1947  | 23 de novembro 1947  | [ 18 ]      |
| 17 | Francisco Ferreira      | 1940–1951 | 12                 | 25            | 21 de março 1948     | 17 de junho 1951     | [ 19 ]      |
| 18 | Octávio Barrosa         | 1945–1950 | 1                  | 7             | 21 de maio 1950      | 21 de maio 1950      | [ 20 ]      |
| 19 | José Travassos          | 1947–1958 | 2                  | 35            | 8 de abril 1951      | 18 de dezembro 1955  | [ 21 ]      |
| 20 | Serafim Neves           | 1945–1953 | 1                  | 18            | 20 de abril 1952     | 20 de abril 1952     | [ 22 ]      |
| 21 | Ângelo Carvalho         | 1950–1955 | 2                  | 15            | 23 de novembro 1952  | 14 de dezembro 1952  | [ 23 ]      |
| 22 | Serafim Baptista        | 1950–1953 | 1                  | 6             | 27 de setembro 1953  | 27 de setembro 1953  | [ 24 ]      |
| 23 | Manuel Passos           | 1952–1957 | 15                 | 17            | 21 de novembro 1953  | 24 de março 1957     | [ 25 ]      |
| 24 | José Maria Pedroto      | 1952–1957 | 4                  | 17            | 1 de maio 1957       | 16 de junho 1957     | [ 26 ]      |
| 25 | Virgílio Mendes         | 1949–1960 | 9                  | 39            | 22 de dezembro 1957  | 8 de maio 1960       | [ 27 ]      |
| 26 | Fernando Mendes         | 1959–1965 | 5                  | 21            | 21 de junho 1959     | 7 de junho 1964      | [ 28 ]      |
| 27 | José Águas              | 1952–1962 | 7                  | 25            | 11 de novembro 1959  | 17 de maio 1962      | [ 29 ]      |
| 28 | Hernâni da Silva        | 1953–1964 | 1                  | 28            | 7 de novembro 1962   | 7 de novembro 1962   | [ 30 ]      |
| 29 | Mário Coluna            | 1955–1968 | 21                 | 57            | 16 de dezembro 1962  | 11 de dezembro 1968  | [ 31 ]      |
| 30 | Germano de Figueiredo   | 1953–1966 | 9                  | 24            | 15 de novembro 1964  | 16 de julho 1966     | [ 32 ]      |
| 31 | José Augusto            | 1958–1968 | 7                  | 45            | 25 de janeiro 1965   | 17 de dezembro 1967  | [ 33 ]      |
| 32 | Fernando Peres          | 1964–1972 | 2                  | 27            | 6 de abril 1969      | 10 de maio 1972      | [ 34 ]      |
| 33 | Hilário da Conceição    | 1959–1971 | 5                  | 40            | 16 de abril 1969     | 17 de fevereiro 1971 | [ 35 ]      |
| 34 | Eusébio                 | 1961–1973 | 16                 | 64            | 4 de maio 1969       | 13 de outubro 1973   | [ 36 ]      |
| 35 | José Carlos             | 1961–1971 | 4                  | 36            | 10 de dezembro 1969  | 12 de maio 1971      | [ 37 ]      |
| 36 | Humberto Coelho         | 1968–1983 | 40 (41)            | 63 (64)       | 14 de novembro 1973  | 27 de abril 1983     | [ 38 ]      |
| 37 | Toni                    | 1969–1978 | 4                  | 32 (33)       | 19 de novembro 1975  | 16 de outubro 1976   | [ 39 ]      |
| 38 | Nené                    | 1971–1984 | 6                  | 65 (66)       | 5 de dezembro 1976   | 28 de outubro 1983   | [ 40 ]      |
| 39 | João Alves              | 1974–1983 | 1                  | 35 (36)       | 24 de setembro 1980  | 24 de setembro 1980  | [ 41 ]      |
| 40 | Manuel Bento            | 1976–1986 | 26                 | 63            | 15 de outubro 1980   | 3 de junho 1986      | [ 42 ]      |
| 41 | Fernando Gomes          | 1975–1988 | 6                  | 47 (48)       | 23 de fevereiro 1983 | 16 de novembro 1988  | [ 43 ]      |
| 42 | Carlos Coelho           | 1982–1983 | 1                  | 3             | 8 de junho 1983      | 8 de junho 1983      | [ 44 ]      |
| 43 | Manuel Fernandes        | 1975–1987 | 5                  | 30 (31)       | 12 de outubro 1986   | 29 de março 1987     | [ 45 ]      |
| 44 | Álvaro Magalhães        | 1981–1988 | 1                  | 20            | 4 de fevereiro 1987  | 4 de fevereiro 1987  | [ 46 ]      |
| 45 | João Domingos Pinto     | 1983–1996 | 44                 | 70            | 11 de novembro 1987  | 9 de novembro 1996   | [ 47 ]      |
| 46 | Dito                    | 1981–1987 | 1                  | 17            | 5 de dezembro 1987   | 5 de dezembro 1987   | [ 48 ]      |
| 47 | Frederico Rosa          | 1985–1989 | 1                  | 18            | 20 de dezembro 1987  | 20 de dezembro 1987  | [ 49 ]      |
| 48 | Rui Jordão              | 1972–1989 | 2                  | 43            | 12 de outubro 1988   | 25 de janeiro 1989   | [ 50 ]      |
| 49 | António Veloso          | 1981–1994 | 1                  | 40            | 29 de agosto 1990    | 29 de agosto 1990    | [ 51 ]      |
| 50 | Paulo Futre             | 1983–1995 | 4                  | 41            | 31 de março 1993     | 10 de novembro 1993  | [ 52 ]      |
| 51 | Oceano                  | 1985–1998 | 4                  | 54            | 19 de junho 1993     | 11 de outubro 1997   | [ 53 ]      |
| 52 | Vítor Paneira           | 1988–1996 | 1                  | 44            | 20 de abril 1994     | 20 de abril 1994     | [ 54 ]      |
| 53 | Nelo                    | 1990–1995 | 1 (2)              | 10 (11)       | 26 de janeiro 1995   | 29 de janeiro 1995   | [ 55 ]      |
| 54 | Jorge Costa             | 1992–2002 | 1                  | 49 (50)       | 3 de junho 1995      | 3 de junho 1995      | [ 56 ]      |
| 55 | Vítor Baía              | 1990–2002 | 40                 | 80            | 3 de setembro 1995   | 25 May 2002          | [ 57 ]      |
| 56 | Fernando Couto          | 1990–2004 | 44                 | 110           | 12 de dezembro 1995  | 12 de junho 2004     | [ 58 ]      |
| 57 | Luís Figo               | 1991–2006 | 23                 | 127           | 2 de junho 2001      | 5 de julho 2006      | [ 59 ]      |
| 58 | João Vieira Pinto       | 1991–2002 | 1                  | 81            | 6 de junho 2001      | 6 de junho 2001      | [ 60 ]      |
| 59 | Pauleta                 | 1997–2006 | 9                  | 88            | 4 de setembro 2004   | 8 de julho 2006      | [ 61 ]      |
| 60 | Costinha                | 1998–2006 | 8                  | 53            | 8 de setembro 2004   | 11 de outubro 2006   | [ 62 ]      |
| 61 | Nuno Gomes              | 1996–2011 | 9                  | 79            | 15 de novembro 2006  | 19 de junho 2008     | [ 63 ]      |
| 62 | Cristiano Ronaldo       | 2003–     | 98                 | 154           | 6 de fevereiro 2007  | 30 de junho 2018     | [ 64 ]      |
| 63 | Jorge Andrade           | 2001–2007 | 4                  | 51            | 24 de março 2007     | 22 de agosto 2009    | [ 65 ]      |
| 64 | Deco                    | 2003–2010 | 2                  | 75            | 5 de junho 2007      | 31 de março 2009     | [ 66 ]      |
| 65 | Fernando Meira          | 2000–2008 | 1                  | 54            | 15 de junho 2008     | 15 de junho 2008     | [ 67 ]      |
| 66 | Simão Sabrosa           | 1998–2010 | 8                  | 85            | 20 de agosto 2008    | 8 de junho 2010      | [ 68 ]      |
| 67 | Ricardo Carvalho        | 2003–2016 | 5                  | 89            | 10 de junho 2009     | 29 de maio 2016      | [ 69 ]      |
| 68 | Bruno Alves             | 2007–     | 6                  | 96            | 29 de março 2011     | 16 de junho 2015     | [ 70 ]      |
| 69 | Pepe                    | 2007–     | 5                  | 99            | 14 de novembro 2012  | 28 de maio 2018      | [ 71 ]      |
| 70 | Nani                    | 2006–     | 9                  | 112           | 15 de outubro 2013   | 2 de julho 2017      | [ 72 ]      |
| 71 | Vieirinha               | 2013–     | 1                  | 25            | 17 de novembro 2015  | 17 de novembro 2015  | [ 73 ]      |
| 72 | João Moutinho           | 2005–     | 1                  | 113           | 2 de junho 2018      | 2 de junho 2018      | [ 74 ]      |

## Capitanias não oficiais
Os seguintes jogadores capitanearam um time em uma partida não oficial declarada pela FIFA. No entanto, a Federação Portuguesa de Futebol decidiu atribuir limites aos jogadores intervenientes e, como resultado, estes jogos foram considerados na tabela acima.
| # | Capitão          | Oponente          | Ponto | Estádio                                 | Data                | Referências |
| - | ---------------- | ----------------- | ----- | --------------------------------------- | ------------------- | ----------- |
| 1 | Jorge Vieira     | Checoslováquia    | 1–1   | Campo do Ameal, Porto                   | 24 de janeiro 1926  | [ 75 ]      |
| 2 | Jorge Vieira     | Espanha B         | 0–2   | Estádio Metropolitano de Madrid, Madrid | 29 de maio 1927     | [ 76 ]      |
| 3 | Gustavo Teixeira | Espanha           | 2–1   | Balaídos, Vigo                          | 28 de novembro 1937 | [ 77 ]      |
| 4 | Gustavo Teixeira | Espanha           | 1–0   | Campo das Salésias, Lisbon              | 30 de janeiro 1938  | [ 78 ]      |
| 5 | Humberto Coelho  | Goiás             | 1–2   | Estádio Serra Dourada, Goiânia          | 9 de março 1975     | [ 79 ]      |
| 6 | Nelo             | Liga da Dinamarca | 1–0   | SkyDome, Toronto                        | 29 de janeiro 1995  | [ 80 ]      |